# Vriesea fosteriana
Vriesea fosteriana är en gräsväxtart som beskrevs av Lyman Bradford Smith. Vriesea fosteriana ingår i släktet Vriesea och familjen Bromeliaceae. Inga underarter finns listade i Catalogue of Life.